# Cristo Rei (Várzea Grande)
Cristo Rei é um distrito e um bairro de Várzea Grande, localizado na Região Metropolitana de Cuiabá no estado de Mato Grosso. É composto por 42 bairros que forma a região mais populosa da cidade.

## História
A região foi fundada em 1938, por Abelardo Ribeiro de Azevedo, que cedeu ao município uma área de terra, distribuída ao povo para a formação de uma Colonia de Trabalhadores, que foi  formada pelo Córrego de Areia, Lagoa dos Patos e Capão de Negro, no mesmo período outras famílias mudaram para a região. Sua origem deve a criação do quilombo Capão de Negro no século XIX.
Em 26 de abril de 1948, o Capão de Negro teve a sua área reduzida e doada ao Arcebispo de Cuiabá, no local foi erguido o Seminário Cristo Rei, obra realizada pelos salesianos. Nessa área de 200 hectares havia uma escola e inaugurada em 1962.
Em 1949 com a criação do município de Várzea Grande, foram doados ao Ministério da Aeronáutica, 700 hectares, destinados a construção do campo de aviação, que deu a origem ao Aeroporto Internacional Marechal Rondon. Com a desapropriação acabou prejudicando a localidade com o nome dado de Colonia União, com a promulgação da lei municipal de 10 de agosto de 1953.

## Economia

### Indústrias

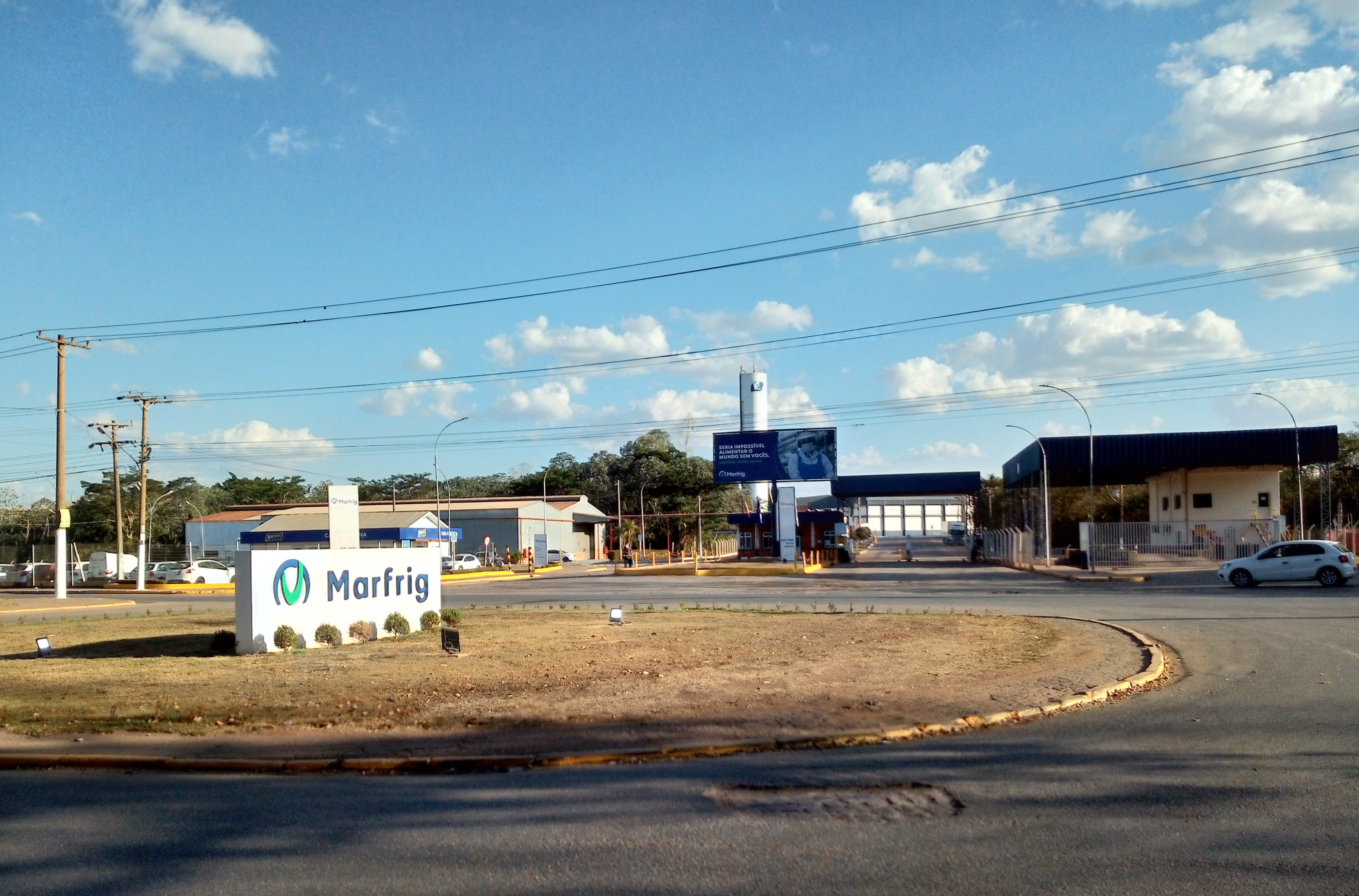
Marfrig Global Foods.

Na região do Cristo Rei está localizada a Marfrig, instalada nas antigas instalações da BRF arrendada em  2018, está presente com uma unidade de abate de bovinos e de produção de hambúrgueres, almôndegas e quibes para o mercado interno e externo. No segmento de colchões está a Ortobom e indústrias de outros segmentos como a de bebidas e parte do setor de distribuição de Várzea Grande.

### Comércio

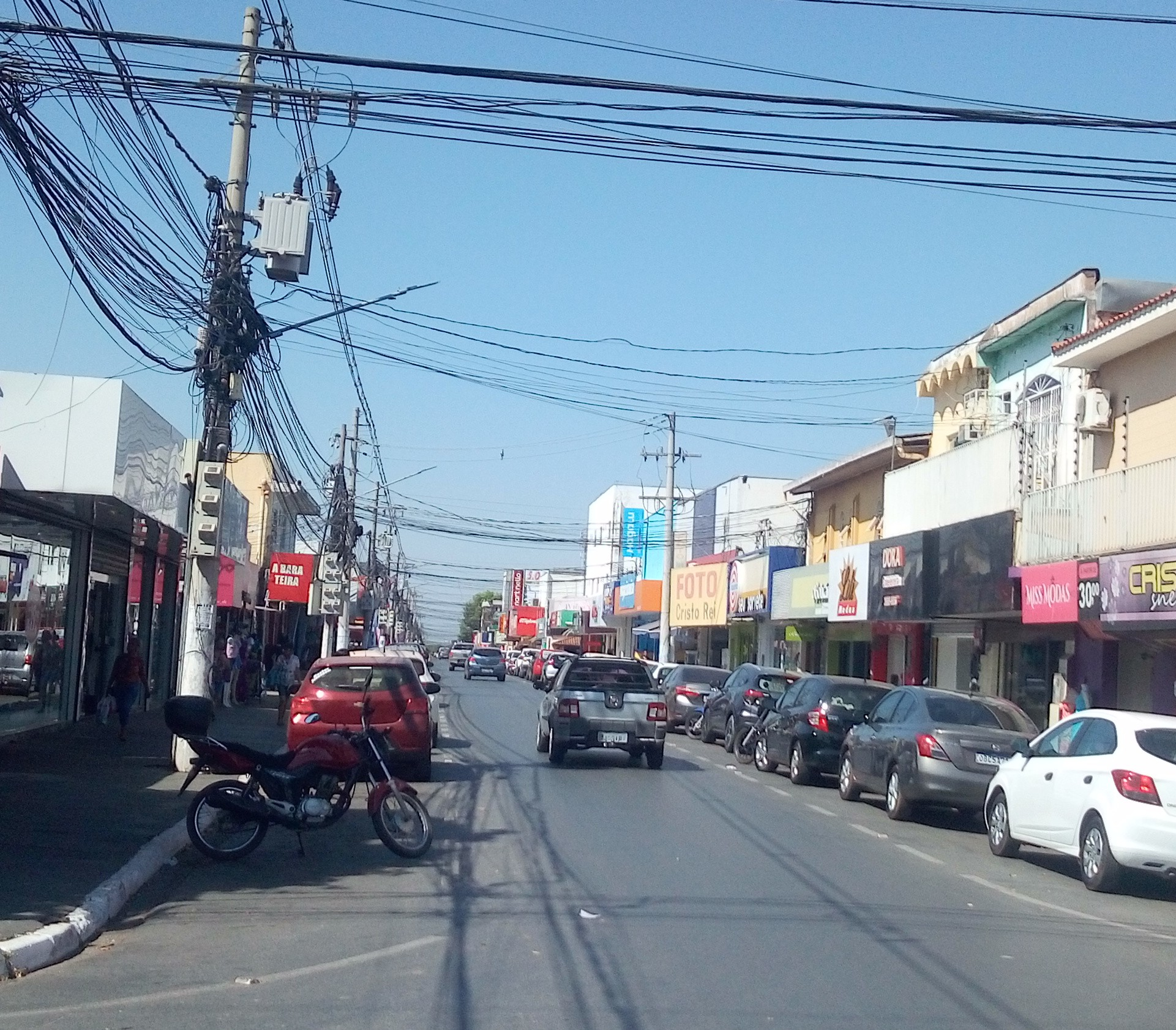
Avenida Ary Paes Barreto, principal avenida comercial da região.

O Cristo Rei possui um forte setor comercial, centralizado nas Avenidas da FEB e Ari Paes Barreto aonde estão concessionarias, lojas de departamentos como a Havan, lojas de eletrodomésticos, supermercados e comércio em geral e o Auto Shopping Fórmula, na Avenida Dom Orlando Chaves estão auto peças e também o Assaí Atacadista. Na Av Ari Paes Barreto umas das principais no grande Cristo Rei conta uma uma grande variedades de lojas como, Lojas Americanas, Magazine Luiza, Casas Bahia, Novo Mundo, Drogaria Central, Millenium Papelaria, Supermercado Comper e na avenida Jorge Witzack encontra a Moda Verão, Farmaclin e entre outras.

## Infraestrutura

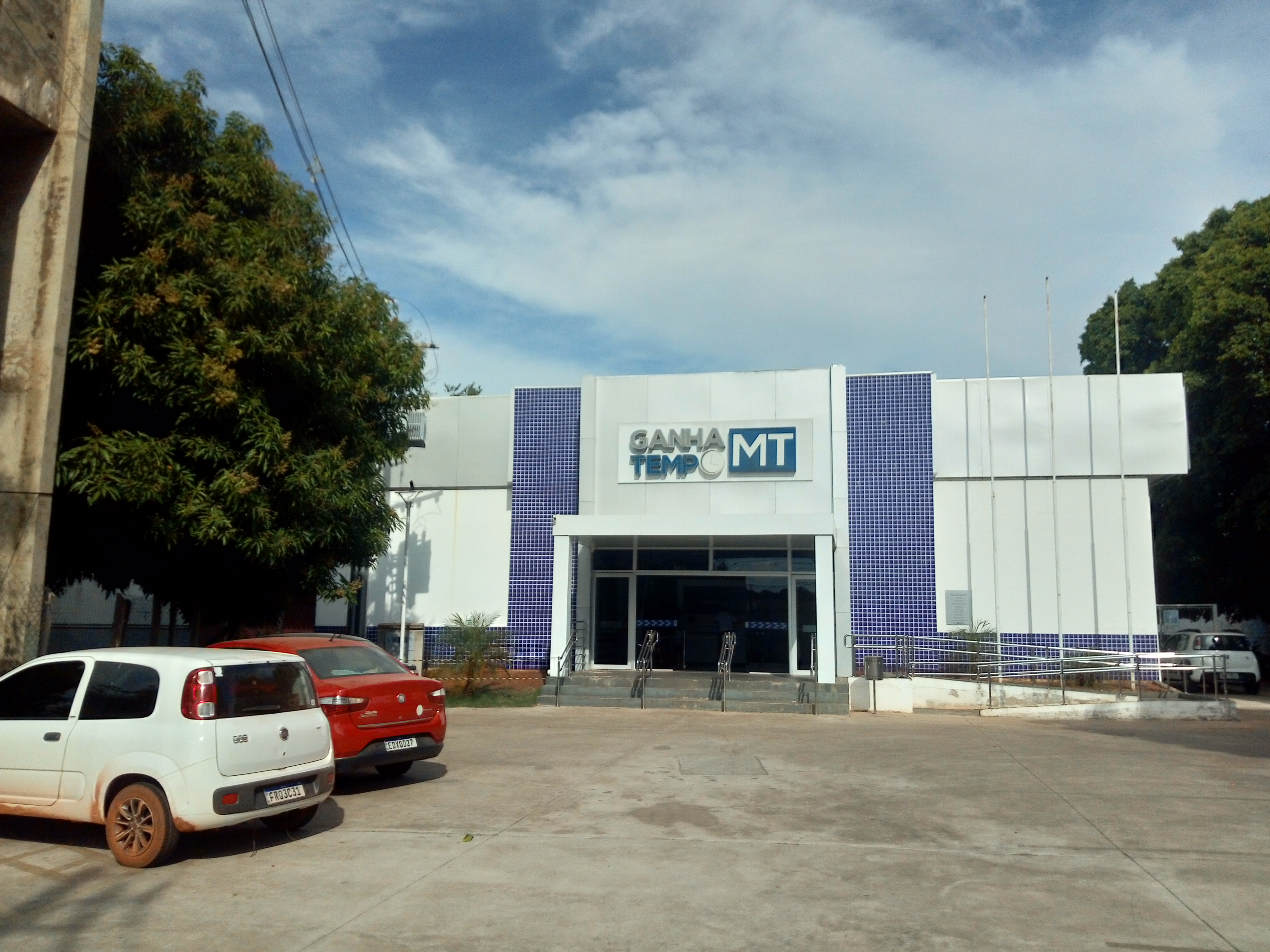
Unidade do Ganha Tempo na região.

Além da Sub Prefeitura e o Centro de Referência de Assistência Social, estão na região importantes componentes da infraestrutura da cidade, como o Ganha Tempo, o Centro Universitário de Várzea Grande, a Faculdade Católica e o campus do Senai.
Na saúde estão o Hospital Metropolitano, a UPA do Cristo Rei, a Policlínica do Cristo Rei, a Policlínica do Parque do Lago, além de algumas unidades de saúde.
Na Segurança Pública estão o 25° Batalhão de Polícia Militar do Estado de Mato Grosso, a Companhia Independente de Força Tática da Policia Militar, a Coordenadoria de Logística e Patrimônio do Corpo de Bombeiros Militar de Mato Grosso, a Secretaria Municipal de Defesa Social, a Delegacia Especializada da Infância e Juventude e a 2ª Delegacia de Várzea Grande. 

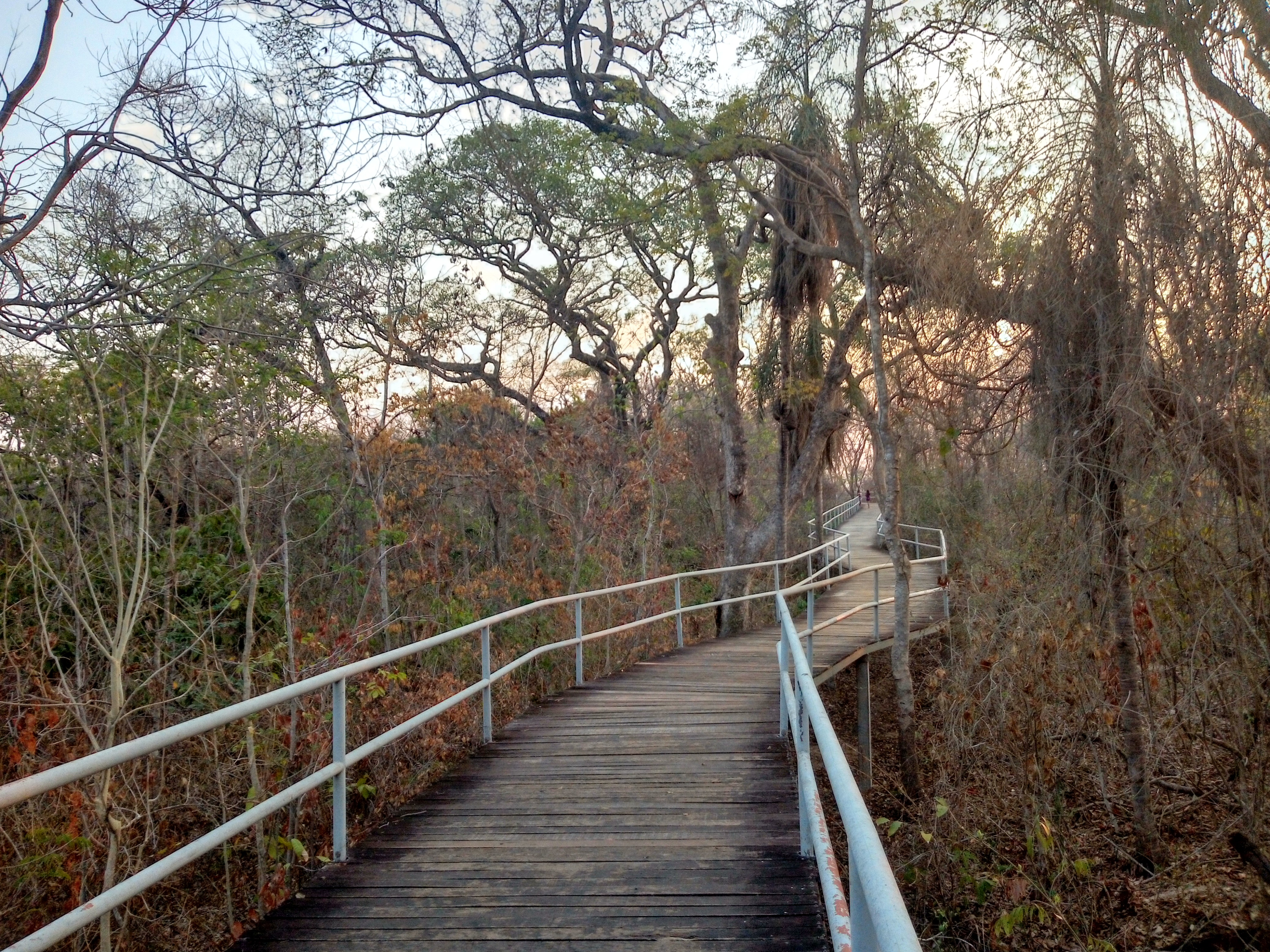
Parque Flor do Ipê.

No Esporte estão na região o Estádio Municipal Dito Souza, o Ginásio de Esportes Antonio Sotero de Almeida no bairro Parque do Lago, a Via 31 e o Parque Municipal Flor do Ipê.
Sobre religião a região possui duas Paróquias Católicas, (Cristo Rei e Nossa Senhora das Graças), várias comunidades nos bairros, além dos Seminários e o Rincão do Meu Senhor da Canção Nova. Possui vários Templos Evangélicos como a Igreja Batista Nacional, Assembleia de Deus, Congregação Cristã do Brasil, Mundial do Reino de Deus, Universal, Igreja da Graça entre outras. Presente na região, também estão alguns Centros e Associações Espiritas.

## Bairros

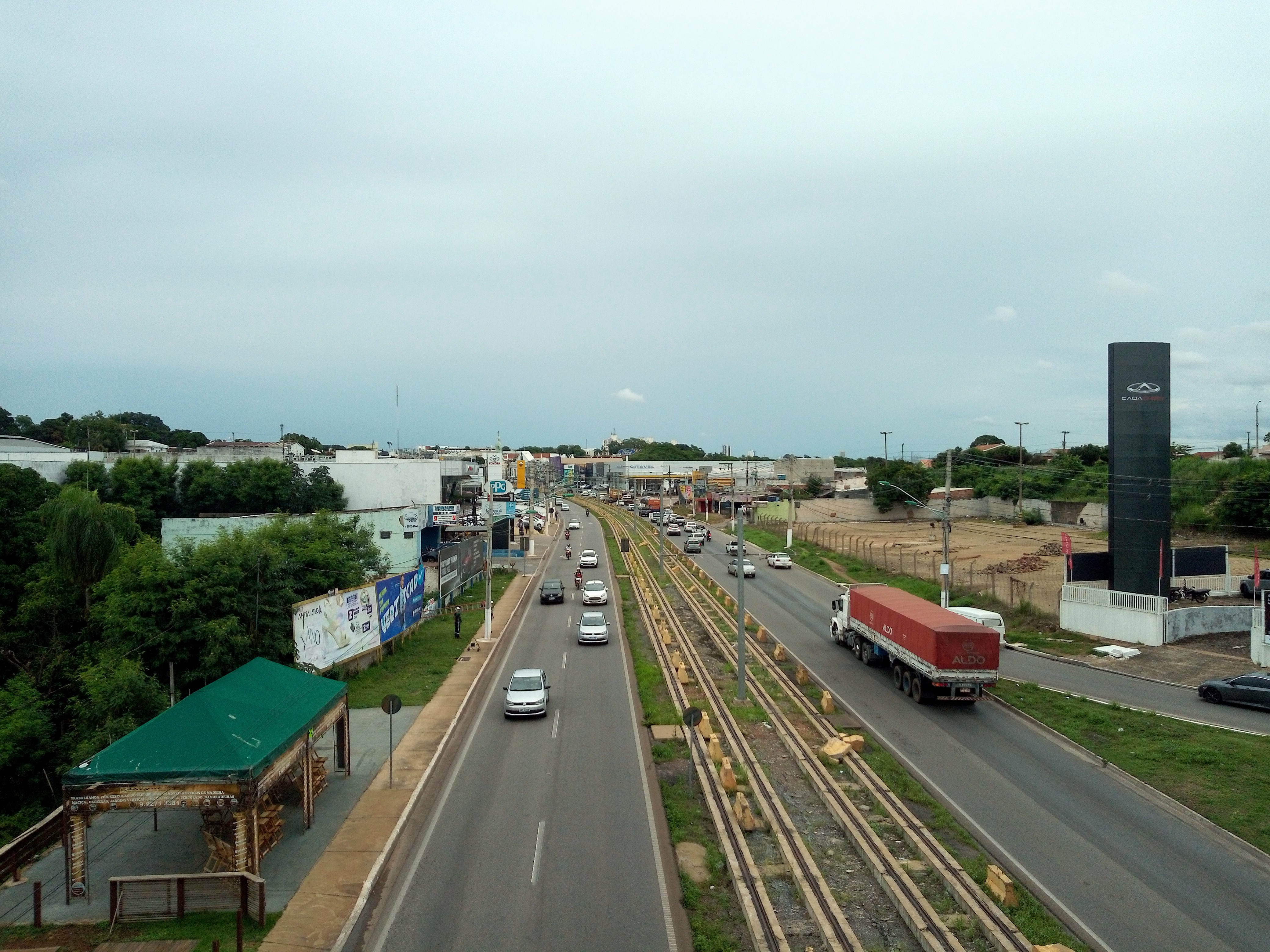
Avenida da FEB, via de ligação ao bairro Cristo Rei.

Além do Cristo Rei, a região possui alguns bairros em seu interior e entorno, sendo os mais destacados:
- Alameda (Várzea Grande) – Localiza-se a leste do distrito, possuindo características industriais  e residencial;
- Manga (Várzea Grande) - Localiza-se do noroeste do distrito, possuindo características industriais e residencial;
- Ponte Nova (Várzea Grande) -  bairro localizado na divisa com Cuiabá, forte característica residencial;
- Dom Orlando Chaves - Localiza-se a leste do distrito, na divisa com o bairro da Manga;
- Construmat - Localiza-se entre os bairros da Manga e o Alameda;
- Parque do Lago (Várzea Grande) - Localiza-se entre os bairros Maringá e Cohab Cristo Rei, no sul do distrito;
- Engordador (Várzea Grande) - Bairro Ribeirinho, divisa com a Região Santa Maria (Várzea Grande);